# ستاد الإسكندرية
ستاد الإسكندرية هو ستاد متعدد الاستخدامات يقع في مدينة الإسكندرية في مصر. وهو حاليًا يستخدم في مباريات كرة القدم كما تم استخدامه في كأس الأمم الأفريقية لكرة القدم 2006 التي عقدت في مصر. وهذا الاستاد هو الأقدم في مصر وأفريقيا حيث تم بنائه عام 1929 حيث كان يتسع الاستاد لحوالي 25000 متفرج، وحاليًا بعد التجديدات أصبح يتسع 13000 متفرج وذلك بسبب إنشاء فواصل بين المدرجات لسهولة الحركة ومنع التزاحم والتدافع.

## موقع الاستاد
يقع الاستاد في منطقة كوم دكه وهو الملعب الرسمي لنادي الاتحاد السكندري والنادي الأوليمبي و نادي سموحة ونادي فاركو وقد شهد الملعب العديد من اللقاءات الدولية على مر السنين إضافة إلى أنه أول ملعب في الوطن العربي يتم تركيب أبراج إنارة فيه.

## التاريخ
تم افتتاح الملعب في 17 نوفمبر 1929، وقد سمي عند الافتتاح ميدان الرياضة البدنية وبعد وفاة الملك فؤاد أصبح اسمه ملعب فؤاد الأول تقديرا لجهوده في بناء الاستاد، وافتتح بحضور الملك فؤاد الأول بمباراة جمعت بين فريقي الاتحاد السكندري وفريق القاهرة وانتهت لمصلحة الاتحاد 1–0، وعقب قيام ثورة يوليو 1952 تم تغيير اسم الملعب إلى ملعب البلدية، ثم تغير إلى اسمه الحالي الإسكندرية.

## التصميم
أُسند تصميم الملعب عند تأسيسه إلى المهندس المعماري الروسي فلاديمير نيكوسوف الذي قام بتصميم الملعب من وحي أقواس النصر اليونانية على النمط الروماني القديم، ولكن بطريقة حديثة، وقد راعى أن يحتوى تصميم الملعب على أجزاء من أسوار الإسكندرية الإسلامية القديمة، والتي كانت موجودة في نفس الموقع الذي بني عليه الملعب والتي تقع في الجانب الشمالي من الاستاد وتطل على المشجعين.

## التطوير
كان أكبر تطوير للاستاد عام 1951 استعداد لبطولة ألعاب البحر المتوسط الأولى فتم بناء حمامين سباحة كما بنيت وقتها الصالة المغطاة أو كما يطلق عليها «صالة الرعب» لعظم ما شهدته من بطولات واستقبلت بطولات في كرة السلة واليد وغيرها كما تم تجديد الملعب في عام 1996 وذلك قبل بطولة كأس العالم للناشئين التي استضاف الملعب بعض مبارياتها، حيث تم تركيب 1200 كرسي إضافي في المقصورة الرئيسية. كما تم تجديده قبل استضافة بعض مباريات كأس الأمم الإفريقية لكرة القدم 2006 التي تُوّج بها المنتخب المصري، وتم تجديده أيضًا قبل افتتاح البطولة العربية للأندية 2017 التي استضافتها مصر في الإسكندرية والقاهرة.
كما تم تطويره قبل استضافته للمجموعة الثانية من بطولة كأس الأمم الأفريقية 2019 على أحدث المقاييس الدولية عن طريق تطوير خمس منظومات وهي الدفاع المدني والبوابة الإلكترونية والإذاعة الداخلية والكاميرات، بالإضافة إلى الإضاءة وقاعة المؤتمرات والمركز الإعلامي والاستوديو التحليلي وكبائن المعلقين وأماكن الإعلاميين ومقرات اللجنة المنظمة، وتم رفع كفاءة أرضية الملعب والشاشة الإلكترونية والسور الخارجي للاستاد والصالة الصغرى وجميع الحمامات وعمل منظومة لدخول الجماهير.

## معرض الصور

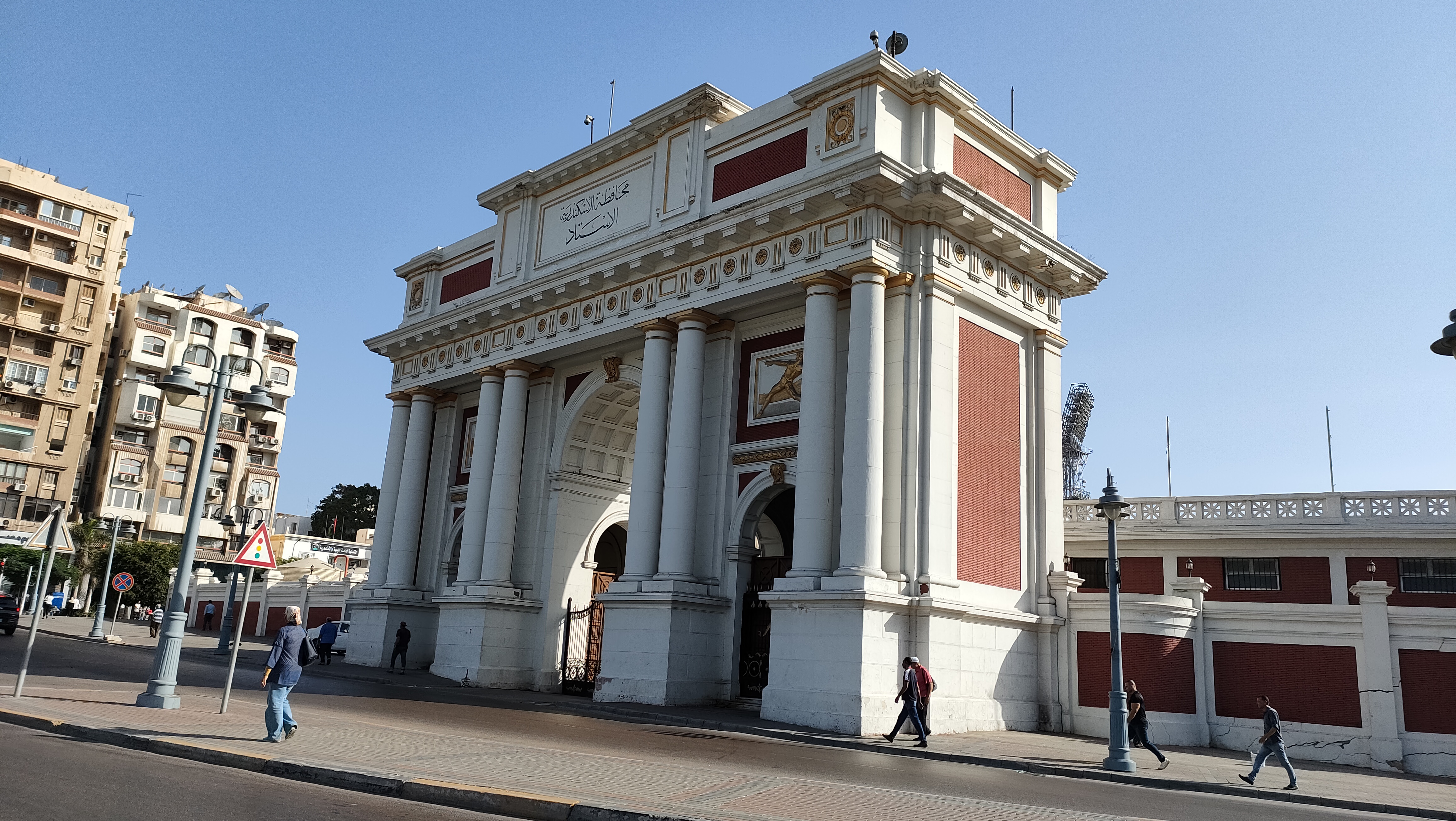
بوابة الملعب من الخارج
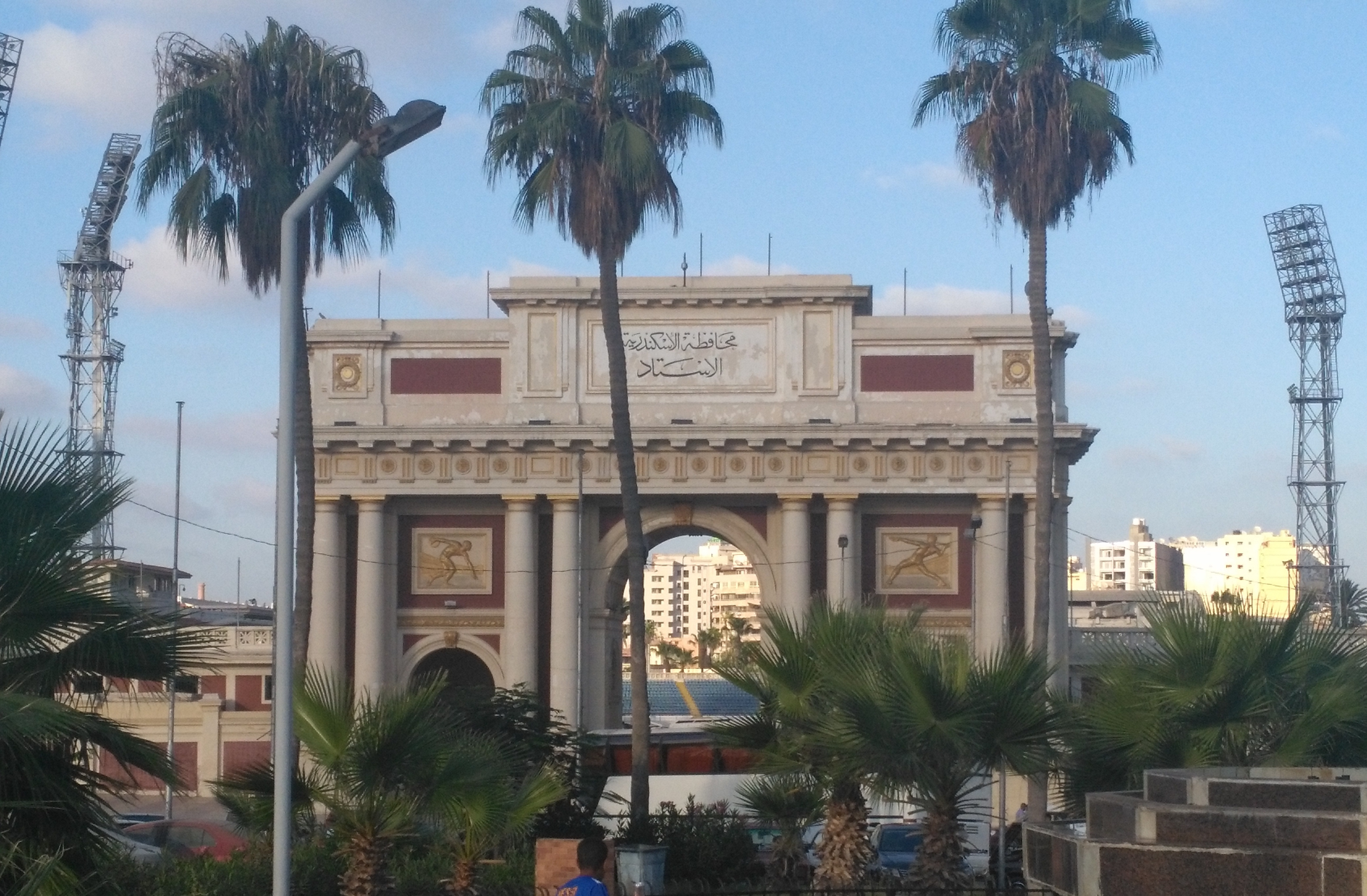
بوابة الملعب من الخارج
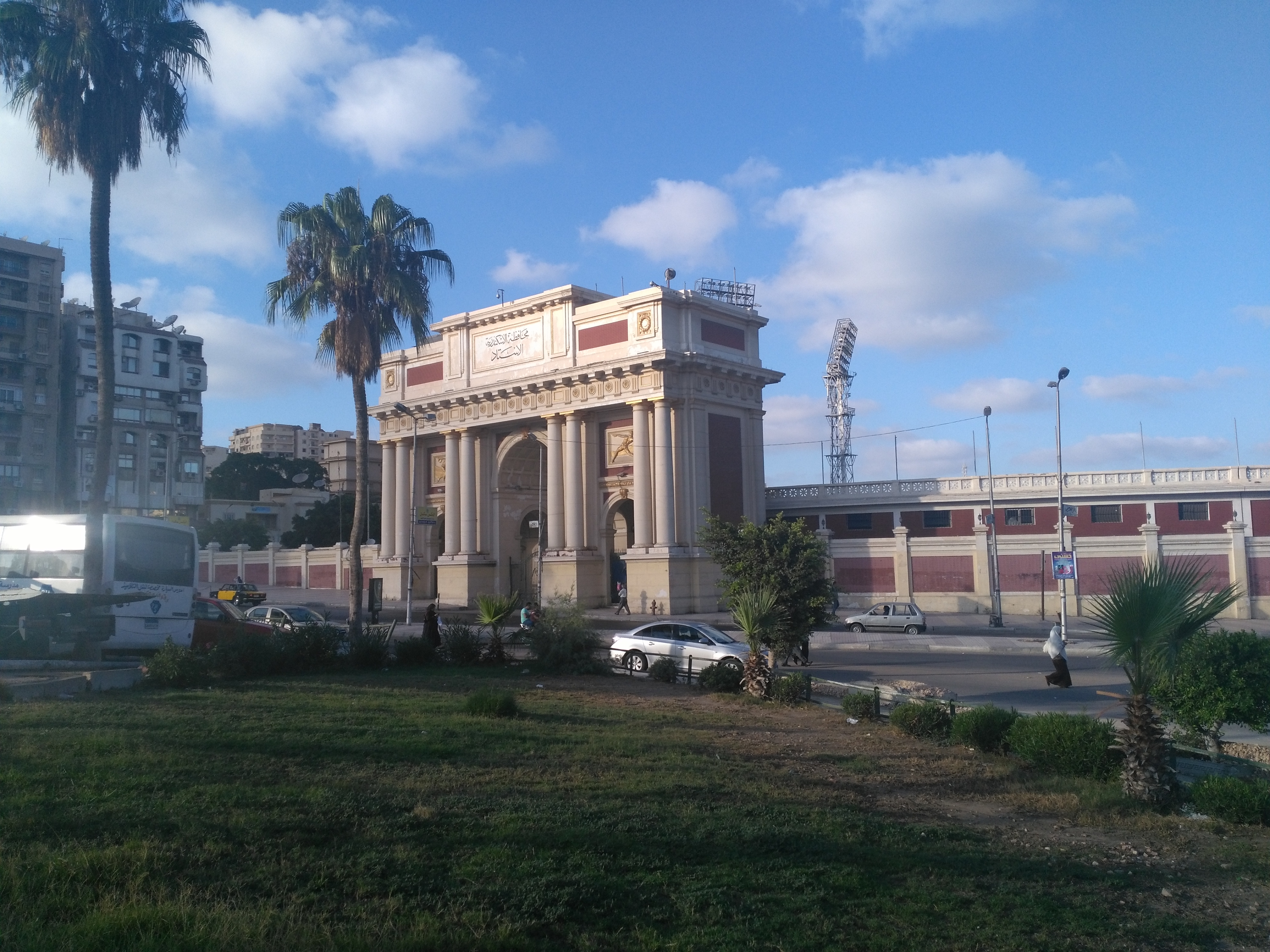
البوابة من الناحية الجنوبية الغربية
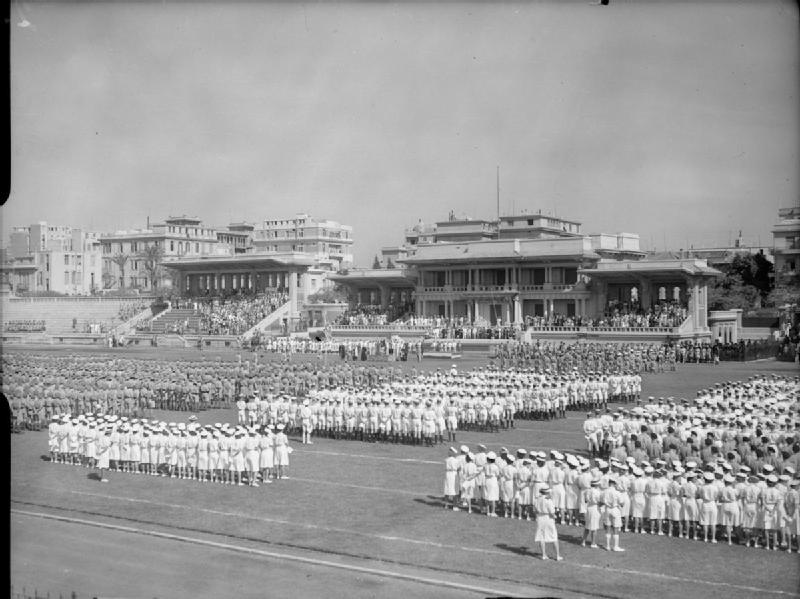
عرض عسكري للبحرية الملكية أثناء الحرب العالمية الثانية